# Burkhard Hess
Burkhard Hess (* 17. Juli 1961 in Worms) ist ein deutscher Zivilrechtler und Rechtsprofessor.

## Werdegang
Burkhard Hess, Sohn der Germanistin Johanna Heß und des Numismatikers Wolfgang Heß, legte 1980 in Marburg sein Abitur ab und studierte anschließend 1981/1982 Rechtswissenschaften an der Julius-Maximilians-Universität Würzburg. Sein Jurastudium setzte er an der Université de Lausanne (1982–1983) und der Ludwig-Maximilians-Universität München (1983–1986) fort. 1985 erwarb er das Diplôme Supérieur de Droit Comparé der Fakultät für internationales Recht an der Universität Straßburg. Im Januar 1987 legte er das Erste juristische Staatsexamen ab. Er war 1987 Wissenschaftlicher Mitarbeiter am Institut für Internationales Recht (Völker- und Europarecht) der LMU München bei Bruno Simma. Von 1987 bis 1992 folgte das Referendariat im Bezirk des Oberlandesgerichtes München, das er mit dem Zweiten Staatsexamen abschloss. Hess unterbrach das Referendariat, um als Wissenschaftlicher Assistent am Lehrstuhl für Bürgerliches Recht und Zivilprozessrecht, Internationales Zivilprozessrecht und Allgemeine Verfahrenslehre der LMU (Januar 1988 – Februar 1990) bei Peter Schlosser zu arbeiten. Während des Referendariats promovierte er zum Thema Staatenimmunität bei Distanzdelikten im Dezember 1990. Nach der Ableistung des Referendardienstes wurde er von 1991 bis 1995 Wissenschaftlicher Assistent am Lehrstuhl für Bürgerliches Recht der Universität München.
Im Wintersemester 1995/1996 folgte eine Lehrstuhlvertretung an der Universität Erlangen und im Januar 1996 die Habilitation über intertemporales Privatrecht. Im April 1996 wurde er zum Professor für Bürgerliches Recht und Sozialrecht an die Universität in Erlangen und im Oktober 1996 an die Eberhard-Karls-Universität Tübingen auf den Lehrstuhl für Bürgerliches Recht und Zivilprozessrecht, Internationales Privat- und Verfahrensrecht berufen. Von Oktober 2000 bis September 2002 war er Dekan der juristischen Fakultät der Universität Tübingen. Im Juli 2002 erfolgte die Berufung auf die Stelle einer C-4-Professur an der Ruprecht-Karls-Universität Heidelberg und bereits im August 2002 auf einen Lehrstuhl für Bürgerliches Recht und Prozessrecht an der LMU München. Hess war seit dem 1. April 2003 Professor an der Ruprecht-Karls-Universität Heidelberg. Als geschäftsführender Direktor des Instituts für ausländisches und internationales Privat- und Wirtschaftsrecht hat er den Lehrstuhl für Bürgerliches Recht und Prozessrecht, Internationales Privat- und Verfahrensrecht inne. Seit April 2006 ist er Professeur invité an der Sorbonne. Vom Sommersemester 2012 an war er Gründungsdirektor des Max Planck Institute Luxembourg for International, European and Regulatory Procedural Law in Luxemburg (Stadt). Auch aufgrund der von Mitarbeitenden erhobenen Mobbingvorwürfe gegen Teile der Institutsleitung  entschied sich die luxemburgische Regierung dazu, die Kooperation mit der Max-Planck-Gesellschaft zu beenden und das Institut zu schließen. 2015 wurde Hess in die Academia Europaea gewählt. Er ist Mitglied des Auswahlausschusses der Friedrich-Naumann-Stiftung für die Freiheit bei der Vergabe neuer Stipendien.
Hess wurde die Ehrendoktorwürde der Universität Gent (März 2015) und der International Hellenic University (Mai 2016) verliehen.
Ab Oktober 2023 hat er, nachdem er als Direktor am Max-Planck-Institut in Luxemburg zurückgetreten war, nun eine Professur am Institut für Zivilverfahrensrecht der Universität Wien inne.

## Forschung und Lehre
Seit einer Gastprofessur an der Universität Peking im August 2000 für „Comparative Procedural Law“ reist er regelmäßig nach China und hält dort Vorlesungen.
2003/2004 erstellte er im Auftrag der Europäischen Kommission eine vergleichende Studie zum Europäischen Vollstreckungsrecht (Vermögenstransparenz, einstweiliger Rechtsschutz, grenzüberschreitende Pfändung von Bankkonten). Im September 2007 schloss er die gemeinsam mit Peter Schlosser und Thomas Pfeiffer im Auftrag der EU-Kommission durchgeführte Studie „JLS C4/2005/03“ ab. Die Studie untersucht und bewertet gem. Art. 73 EuGVVO die Anwendung der Verordnung über die gerichtliche Zuständigkeit und die Anerkennung und Vollstreckung von Entscheidungen in Zivil- und Handelssachen in den 24 Mitgliedstaaten der EU (alle bis auf Dänemark). Sie ist im Internetangebot der EU-Kommission abrufbar.
Forschungsschwerpunkte sind derzeit Europäisches Verfahrensrecht, Kollektive Rechtsbehelfe, die Entschädigung für NS-Zwangsarbeit und Sportrecht. Seit Juni 2008 leitet Hess für die Juristische Fakultät der Universität Heidelberg und zusammen mit dem Max-Planck-Institut für ausländisches öffentliches Recht und Völkerrecht den Promotionskolleg zur Internationalen Streitbeilegung.
Zu dem von Hess, Fabian Reuschle und Bruno Rimmelspacher 2008 herausgegebenen Kölner Kommentar zum Kapitalanleger-Musterverfahrensgesetz bemerkte Joachim Jahn, dass dies einer der seltenen Fälle sei, in denen ein Kommentar dringend gebraucht wurde, er aber in Bezug auf die Prozesse gegen die Deutsche Telekom sehr knapp den günstigsten Erscheinungstermin verpasste.

## Mitgliedschaften
Hess ist Vorstandsmitglied der Wissenschaftlichen Vereinigung für Internationales Verfahrensrecht, Mitglied der World Association for Procedural Law, der International Law Association, des Deutschen Rates für Internationales Privatrecht, der Deutschen Gesellschaft für Völkerrecht, der Zivilrechtslehrervereinigung und der Zivilprozessrechtslehrervereinigung.
Hess gehört seit 2023 dem Institut de Droit international an.

## Schriften (Auswahl)
- (Hrsg.): Judicial reforms in Luxembourg and Europe / MPI Luxembourg, Baden-Baden: Nomos 2014, ISBN 978-3-8487-1588-6 (= Max Planck Institute Luxembourg for International, European and Regulatory Procedural Law: Studies of the Max Planck Institute Luxembourg for International, European and Regulatory Procedural Law, Vol. 1).
- mit Paul Oberhammer und Thomas Pfeiffer (Hrsg.): European insolvency law. The Heidelberg-Luxembourg-Vienna report on the application of regulation no. 1346/2000/EC on insolvency proceedings (external evaluation JUST/2011/JCIV/PR/0049/A4), München: Beck; Oxford; Portland, Or.: Hart; Baden-Baden: Nomos 2013, ISBN 978-3-406-65501-2 (Beck, noch weitere Verlage).
- Europäisches Zivilprozessrecht. Ein Lehrbuch, Heidelberg: Müller 2010, ISBN 978-3-8114-3304-5.
- Mediation und weitere Verfahren konsensualer Streitbeilegung – Regelungsbedarf im Verfahrens- und Berufsrecht? Gutachten F für den 67. Deutschen Juristentag, München: Beck 2008, ISBN 978-3-406-57456-6.